# Kurt Bussmann
Kurt Werner Heinrich Louis Bussmann (* 3. September 1894 in Gardelegen; † 18. Oktober 1970 in Hamburg) war ein deutscher Rechtswissenschaftler.

## Leben
Bussmann war der Sohn des Bankdirektors Friedrich Wilhelm Ernst Bußmann, er besuchte ab 1901 das Realgymnasium Gardelegen und, als die Familie 1906 nach Hamburg umzog, das dortige Wilhelm-Gymnasium, wo er 1913 das Abitur ablegte. Anschließend studierte er Jura in Leipzig, Berlin, München und Hamburg, wobei sein Studium zwischen 1914 und 1918 vom Kriegsdienst im Ersten Weltkrieg unterbrochen war. 1919/20 gehörte er dem Freikorps "Freiwillige Wachabteilung Bahrenfeld" an. 1922 wurde er an der erst drei Jahre zuvor gegründeten Universität Hamburg zum Dr. iur. promoviert mit der Schrift „Name, Firma, Marke“. Danach war er als Rechtsanwalt – vor allem im Bereich gewerblicher Rechtsschutz – tätig und wurde 1923 vierter Sozius in der Hamburger Sozietät Pels, Wassermann & Fischer, für die er seit dem Vorjahr gearbeitet hatte. Von 1933 bis 1941 gab er die Zeitschrift Markenschutz und Wettbewerb mit heraus. In der Zeit des Nationalsozialismus führte er das Industrieunternehmen Schülke & Mayr treuhänderisch. Bussmanns Universitätskarriere wurde in der Zeit des Nationalsozialismus zunächst blockiert, seinem Habilitationsgesuch wurde nicht entsprochen. Ab 1935 durfte er dann den neu eingeführten Titel Dr. iur. habil. führen. In der SS-Zeitschrift „Das Schwarze Korps“ diffamiert, dass er eine Sozietät mit dem "jüdischen Universitätsprofessor a. D." Martin Wassermann führe. Hintergrund war ein Streit zwischen Bussmann und dem Hamburger Rechtsanwalt Ernst August Utescher. Beide bezichtigten sich gegenseitig des Kontakts zu „jüdischen“ Juristen vor 1933. 1942 wurde Bussmann zum Dozenten, jedoch nicht zum Professor, ernannt
Von 1922 bis 1924 hatte Bussmann der DVP angehört, von 1921 bis 1932 war er in den Vaterländischen Verbänden und seit 1932 im Stahlhelm, der 1933 von der SA übernommen wurde. Im Oktober 1933 trat Bussmann aus der SA aus, stellte aber 1936 einen Wiederaufnahmeantrag und wurde 1938 wiederaufgenommen und am 9. November 1938 zum SA-Rottenführer befördert. Am 29. Juni 1937 beantragte Bussmann die Aufnahme in die NSDAP und wurde rückwirkend zum 1. Mai desselben Jahres aufgenommen (Mitgliedsnummer 4.349.249), er war ferner in der NS-Volkswohlfahrt, im NS-Rechtswahrerbund, im NS-Lehrerbund und im NS-Altherrenbund. Wegen eines Augenfehlers wurde er im Zweiten Weltkrieg nicht mehr eingezogen.
Bussmann lehrte ab 1941 als Dozent, ab 1949 als außerplanmäßiger Professor und ab 1969 schließlich als Professor für Bürgerliches Recht, Handelsrecht und gewerblicher Rechtsschutz an der Universität Hamburg.

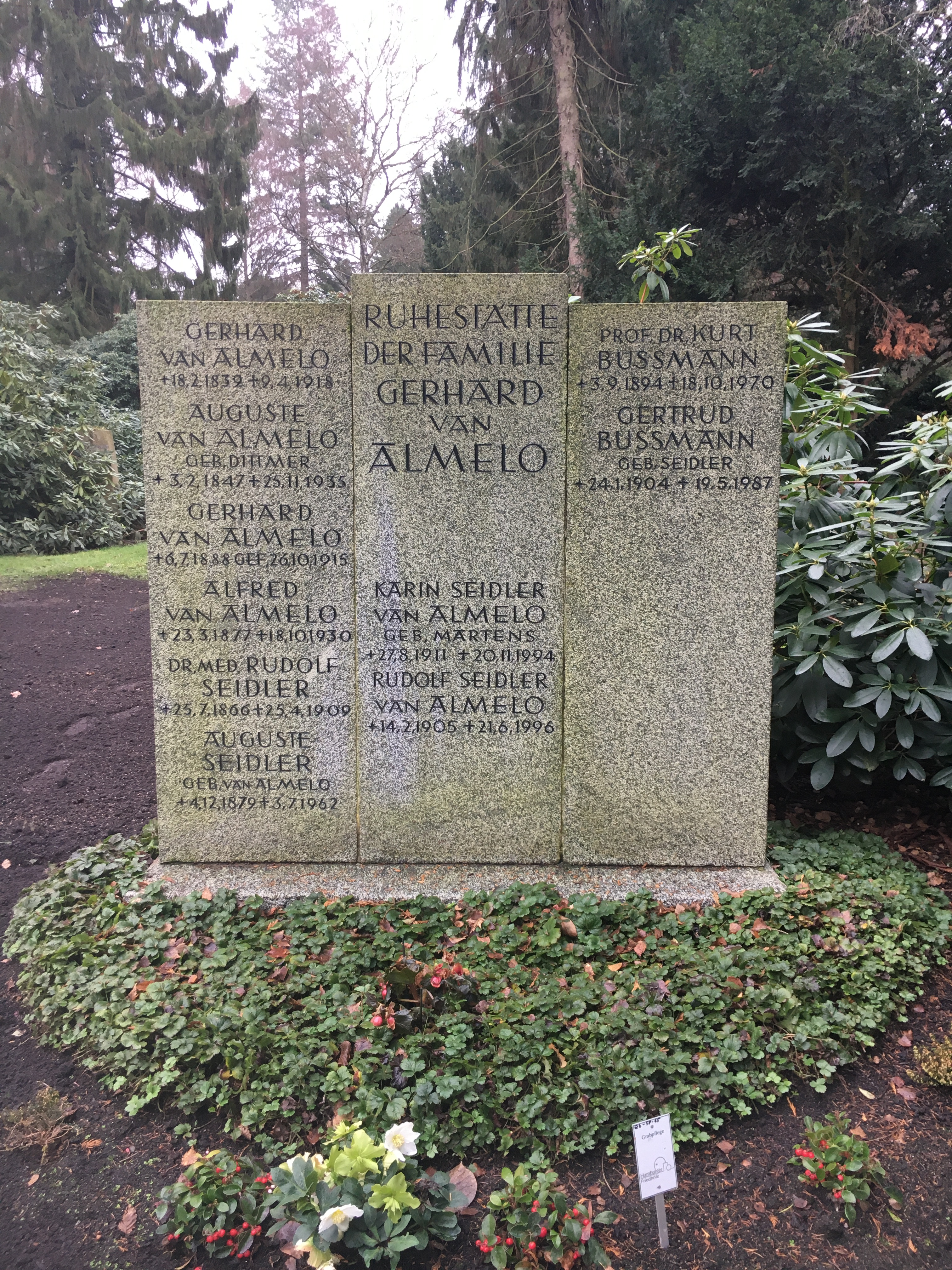
Grabstätte auf dem Friedhof Ohlsdorf

Bussmann war Mitglied der Joachim-Jungius-Gesellschaft der Wissenschaften in Hamburg. Er saß ab 1951 einige Jahre im Vorstand der Internationalen Vereinigung für den Schutz des geistigen Eigentums. Auch gehörte er dem Gesamtvorstand und geschäftsführenden Ausschuss der Deutschen Vereinigung für gewerblichen Rechtsschutz und Urheberrecht an und war mit Pietzker und Heinz Kleine Mitherausgeber von deren Fachzeitschrift Gewerblicher Rechtsschutz und Urheberrecht (GRUR). Bussmann wurde mit dem Großen Verdienstkreuz des Verdienstordens der Bundesrepublik Deutschland ausgezeichnet, wobei unter anderem sein Mitwirken in einer Sachverständigenkommission für Urheberrecht des Bundesjustizministeriums, welche von 1950 bis 1954 tätig war, besonders hervorgehoben wurde.
Bussmann heiratete 1925 und hatte drei Kinder. Er starb 1970 während des Jahreskongresses der Deutschen Vereinigung für gewerblichen Rechtsschutz. Seine letzte Ruhestätte fand er auf dem Friedhof Ohlsdorf. Sie befindet sich im Planquadrat Q 6 oberhalb des Althamburgischen Gedächtnisfriedhofs beim Haupteingang an der Fuhlsbüttler Straße.

## Schriften (Auswahl)
- Die Rechtsstellung der gemischtwirtschaftlichen Unternehmungen unter besonderer Berücksichtigung der Groß-Hamburger-Elektrizitätswirtschaft. Mannheim 1922, OCLC 883964382.
- Die Gross-Hamburger gemischtwirtschaftlichen Unternehmungen und ihre Rechtsverhältnisse. Hamburg 1922 (Hamburg, Univ. Diss., 1922).
- Name, Firma, Marke. Verlag für Staatswiss. und Geschichte, Berlin 1937 (Beiträge zum Patent-, Marken- und Wettbewerbsrecht; 2), OCLC 72433912.
- als Herausgeber mit Nikolaus Grass: Festschrift Karl Haff zum siebzigsten Geburtstag dargebracht. Wagner, Innsbruck 1950, OCLC 781583757.
- Werbung und Wettbewerb im Spiegel des Rechts. Girardet, Essen 1951 (Grundriß der Werbung; 1), OCLC 911981041.
- Das Recht der Verwertungsgesellschaften: Vergleichende Darstellung der gesetzlichen Bestimmungen. Verlag Chemie, Weinheim 1955.
- Reichen die geltenden gesetzlichen Bestimmungen, insbesondere im Hinblick auf die modernen Nachrichtenmittel aus, um das Privatleben gegen Indiskretion zu schützen? : Gutachten für den 42. Deutschen Juristentag. Mohr (Siebeck), Tübingen 1957 (Verhandlungen des Deutschen Juristentages. Band 1, Gutachten; 42,1,1).